# Papegøjeplader
Papegøjeplader er en dansk betegnelse for nummerplader med mere end én baggrundsfarve. Denne type nummerplader bruges til at vise at et køretøj kan bruges både privat og til erhverv.
De første papegøjeplader blev indført d. 1. april 1953, hvor en ny type nummerplader til motorcykler, der dels kunne bruges privat og dels havde en varesidevogn. Folkeviddet døbte dem "papegøjeplader". Det vides ikke præcis hvorfra navnet kom, men det skyldes sandsynligvis de mange farver.
1. april 1957 fulgte papegøjepladerne til biler efter og de kunne fås op til ca. 1970.
1. januar 2009 genindførtes papegøjepladerne til biler, grundlæggende med samme funktion, dvs. til varebiler, hvor der er betalt moms og som derfor kan benyttes privat.
| Trafik | Spire Denne trafikartikel er en spire som bør udbygges. Du er velkommen til at hjælpe Wikipedia ved at udvide den. |